# Varannai István (jogász)
Varannai István, született Stern István (Budapest, 1895. április 26. – Budapest, 1970. december 7.) ügyvéd, a Budapesti Ügyvédi Kamara főügyésze. Varannai Aurél író, irodalomtörténész bátyja.

## Élete
Apja Stern József (1860–1928) magyar királyi tanácsos, közjegyző, tíz éven át az Óbudai Zsidó Hitközség elnöke, édesanyja Fleischner Anna (1874–1932) volt. Középiskolai tanulmányait Óbudán végezte. 1920-ban a Budapesti Tudományegyetemen szerzett ügyvédi oklevelet. Mint egyetemi hallgató megnyerte a Senger-féle pályadíjat A veszélyviselés a bérletnél és haszonbérletnél című munkájával. Szerkesztette a Polgári Jog című folyóiratot és munkatársa volt számos magyar és külföldi jogtudományi szaklapnak. Külföldi tanulmányútjai során egész Európát beutazta. Az Ügyvédek Reformszövetségének elnöke, az Országos Ügyvédszövetség központi alelnöke volt. Ügyvédi irodája főleg kereskedelmi és telekkönyvi ügyekkel foglalkozott. A Budapesti Izraelita Hitközség vezető jogtanácsosa volt. Anyanyelvén kívül értett németül, franciául és angolul is. 
Sírja az Óbudai zsidó temetőben található.
Felesége Glücklich Mária (1902–1977) volt, Glücklich Emil és Grün Katalin lánya, akit 1923. augusztus 9-én Budapesten vett nőül.

## Főbb művei
- Az 1926. év magánjogi és hiteljogi gyakorlata (Beck Salamonnal)
- Az 1927. év magánjogi és hiteljogi gyakorlata (Huppert Leóval és Glücksthal Andorral[7])
- Kamatproblémák (A miskolci jogakadémia kiadása)
- Nemzetközi vasúti fuvarozási jog (Baumgarten Nándorral)